# Định Liên
Định Liên là một xã cũ thuộc huyện Yên Định, tỉnh Thanh Hóa, Việt Nam.
Xã Định Liên có diện tích 6,79 km², dân số năm 1999 là 6645 người, mật độ dân số đạt 979 người/km².

## Lịch sử
Theo Nghị quyết số 1686/NQ-UBTVQH15 ra tháng 6 năm 2025, trên cơ sở giải thể huyện Yên Định và thành lập xã Yên Định trên cơ sở sáp nhập toàn bộ diện tích tự nhiên và dân số của 3 địa phương của huyện là Thị trấn Quán Lào, và 3 xã là Định Liên, Định Long, Định Tăng.

## Hành chính
Từ ngày 17 tháng 8 năm 2018, xã Định Liên có 4 thôn là Vực Phác, Bái Thủy, Duyên Thượng 1 và Duyên Thượng 2. Thôn Duyên Thượng, thôn Duyên Thượng, thôn Vực Phác, thôn Bái Thủy.